# Claudia Schüler
Pour les articles homonymes, voir Schüler.
Claudia Schüler, née le 28 novembre 1987 au Chili et morte le 26 mars 2023, est une joueuse de hockey sur gazon chilienne évoluant au poste de gardien de but au Club Manquehue et avec l'équipe nationale chilienne.

## Biographie

### Carrière
Claudia Schüler a été appelée et a fait ses débuts en équipe première en 2004.

## Palmarès
- : 2e aux Jeux sud-américains en 2014
- : 2e à la Coupe d'Amérique en 2017[3]
- : 2e à la Coupe d'Amérique en 2022
- : 3e à la Coupe d'Amérique en 2009[4]
- : 3e aux Jeux panaméricains en 2011
- : 3e aux Jeux sud-américains en 2018